# Un prince à marier

Un prince à marier (Royal Matchmaker) est un téléfilm américain diffusé sur la chaîne américaine Hallmark Channel le 24 mars 2018. 
Les personnages principaux sont interprétés par Bethany Joy Lenz et Will Kemp. Le film a été tourné fin 2017 à Sinaia en Roumanie,.

## Synopsis
Kate Gleason (Bethany Joy Lenz), une marieuse de New York, est engagée par un roi pour trouver une épouse convenable à son fils, le prince Sebastian (Will Kemp), à temps pour une fête royale. Alors que le temps passe, Kate lui trouve enfin une femme convenable, seulement elle réalise qu'elle est tombée amoureuse de lui.

## Distribution[3]
- Kate Gleason (VF : Nathalie Gazdik) : Bethany Joy Lenz
- Prince Sebastian (VF : Alexis Victor) : Will Kemp
- Britney Van Howell (VF : Alice Taurand) : Brittany Bristow
- Victor Chatsworth (VF : Jérémy Prevost) : Joseph Thompson
- Comtesse Petra (VF : Elodie Huber) : Elva Trill